# ملعب شيخا ولد بيديا
ملعب شيخا ولد بيديا هو ملعب كرة قدم يقع في العاصمة الموريتانية نواكشوط، يتّسع لحوالي 8.700 مشجع، وتقام عليه منذ إعادة تشييده وافتتاحه بداية عام 2019 أغلب تدريبات ومباريات المنتخب الوطني الموريتاني، وأغلب مباريات الدوري الموريتاني، خاصة تلك التي يفترض أن تستضيفها أندية العاصمة.

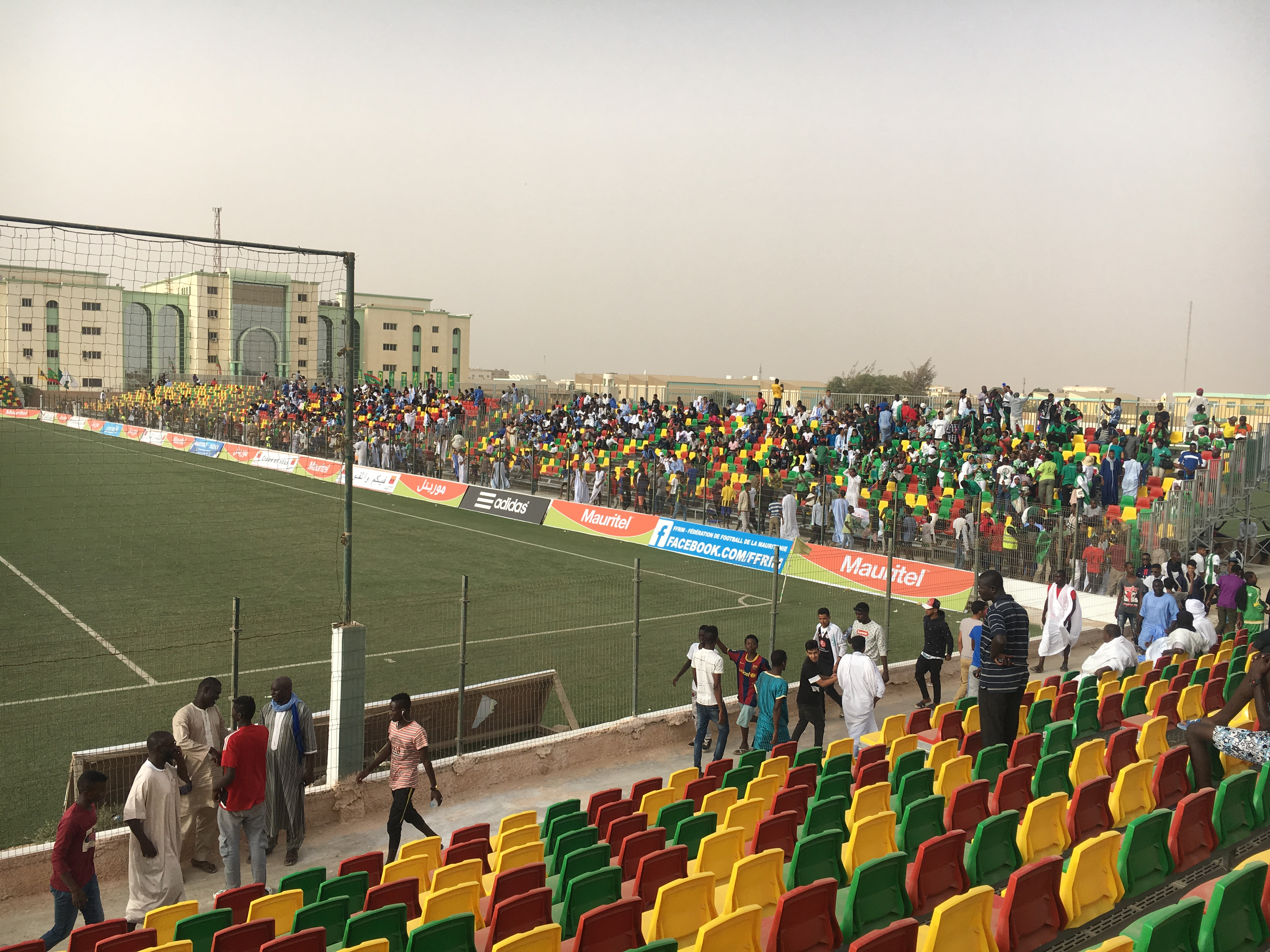
صورة من داخل الملعب 2018